# Zdzisław Jan Ryn
Zdzisław Jan Ryn (ur. 21 października 1938 w Szczyrku, zm. 6 lutego 2022 w Krakowie) – polski dyplomata, lekarz psychiatra, profesor nauk medycznych Collegium Medicum Uniwersytetu Jagiellońskiego, publicysta, były ambasador Rzeczypospolitej Polskiej w Chile i Argentynie, alpinista, podróżnik, członek The Explorers Club, znawca i eksplorator Andów. Od 2011 do 2014 roku prezes, a od 2014 roku członek honorowy Polskiego Towarzystwa Medycyny i Ratownictwa Górskiego.

## Życiorys
W 1957 ukończył naukę w Liceum Ogólnokształcącym im. Adama Asnyka w Bielsku-Białej, a w 1963 ukończył studia na Wydziale Lekarskim Akademii Medycznej im. Mikołaja Kopernika w Krakowie. Odbył również specjalistyczne studia z dziedziny psychiatrii I i II stopnia (odpowiednio w 1967 i 1969). W 1971 uzyskał stopień doktora (praca Zaburzenia psychiczne u alpinistów w warunkach stresu wysokogórskiego; promotor: Antoni Kępiński), a w 1979 habilitował się na podstawie pracy Układ nerwowy a wysokość. Zespół astenii wysokogórskiej. 20 października 1994 otrzymał tytuł naukowy profesora.
W latach 1961–1965 pracował w Szpitalu Miejskim Nr l w Bielsku-Białej, a od 1965 do 1967 i od 1972 do 1973 w Akademii Medycznej w Krakowie (Państwowym Szpitalu Klinicznym). Od 1970 do 1971 był też zatrudniony w Miejskim Ośrodku Matki i Dziecka w Krakowie. W 1971 został asystentem, a następnie starszym asystentem Katedry Psychiatrii AM. Od 1975 do 1979 był adiunktem, od 1979 do 1983 adiunktem habilitowanym. W 1983 został docentem.
Od 1981 do 1984 był prodziekanem Wydziału Lekarskiego, w latach 1984–1988 członkiem Kolegium Dziekańskiego Wydziału Lekarskiego, a od 1984 do 2009 kierownikiem Zakładu Patologii Społecznej w Katedrze Psychiatrii Collegium Medicum UJ. Był kierownikiem Zakładu Psychologii Klinicznej Instytutu Psychologii Uniwersytetu Jagiellońskiego. Od 1976 do 1981 pełnił obowiązki specjalisty wojewódzkiego w zakresie psychiatrii w Tarnowie. Od 1996 zatrudniony w Zakładzie Rehabilitacji w Neurologii i Psychiatrii Akademii Wychowania Fizycznego w Krakowie.
Na początku lat 90. rozpoczął karierę dyplomatyczną. Od 1991 do 1996 pełnił misję jako ambasador nadzwyczajny i pełnomocny RP w Chile, akredytowany jednocześnie w Boliwii. Od 1997 do 2000 był także konsulem honorowym Republiki Chile w Krakowie. Od 2007 do 2008 był ambasadorem RP w Argentynie, akredytowanym równocześnie na Paragwaj.
Był promotorem kilkudziesięciu prac magisterskich i trzech prac doktorskich. Jest autorem przeszło 450 publikacji naukowych, głównie w czasopismach zagranicznych na temat psychiatrii klinicznej, sądowej i społecznej, patologii obozów koncentracyjnych, medycyny górskiej, psychologii alpinizmu, antropologii i medycyny Indian Ameryki Południowej, a także o etyce medycznej i cierpieniu. Autor kilkuset publikacji popularnonaukowych, reportaży i esejów o tematyce górskiej, psychologicznej, biograficznej i historycznej. Autor lub konsultant kilku filmów popularnonaukowych. Brał udział w kilkuset audycjach radiowych i telewizyjnych.

## Odznaczenia i wyróżnienia
Odznaczony m.in. Krzyżem Wielkim Orderu Zasługi Chile (1996), "Bene Meritus" Polskiego Towarzystwa Lekarskiego (1999); Medalem Medicina Cracoviensis (2000); Medalem Cruz del III Milenio (2004, Chile). Doktor honoris causa Universidad Cientifica del Sur (Lima - Peru). Obywatel honorowy miast: La Serena (1996, Chile) i Coquimbo (2004, Chile) oraz 7 miast w Argentynie (2007–2008).
W 2001 r. otrzymał (wraz z Wojciechem Wiltosem i Władysławem Vermessym) nagrodę "Kolosa 2000" w kategorii "podróże", za wyprawę "Atacama 2000" w rejon Gór Domeyki w północnym Chile. W 2018 otrzymał Odznakę Honorową „Bene Merito”.

## Wybrane publikacje - książki
- Medycyna i alpinizm (1973)
- Psychiatria i psychologia sądowa. Bibliografia polska 1945-1975 (1980, współautor)
- Los Andes y la Medicina (Bolivia, 1981)
- Antoni Kępiński – Cirujano de Almas (Mexico, 1988)
- Cierpienie ma tysiąc twarzy. Jan Paweł II i chorzy (1989)
- Skoczkowie narciarscy. Studium psychologiczne (1990, wsp.)
- Antoni Kępiński. Autoportret człowieka (1992–2015, dziesięć wydań)
- El dolor tiene mil rostros. Juan Pablo II y los enfermos (Chile, 1993, 1994, 1995)
- Ignacio Domeyko. Ciudadano de dos patrias (Chile, 1994)
- Gabriela Mistral peregrina a Polonia (Chile,1996)
- Antoni Kępiński. Samarytanin naszych czasów (1997, red.)
- Materiały z polsko-niemieckiego Sympozjum “Etyka w medycynie” (1998 Część I, red.)
- Materiały z polsko-niemieckiego Sympozjum “Etyka w medycynie  (2000, Część II, red.)
- Ethics in Medicine, A.J. Schauer, HL. Schreiber, Z.Ryn., J.Andres [Hg.], (Gettingen, 2001, red.)
- Elementarz Antoniego Kępińskiego dla zdrowego i chorego (2002, red.),
- Ignacy Domeyko-Obywatel świata. Ignacio Domeyko-Ciudadano del Mundo (2002)
- Medycyna tradycyjna w Ameryce. Medicina tradicional de las Américas (2002, red. i autor)
- Psychiatria obozów koncentracyjnych i prześladowań politycznych. Bibliografia Katedry Psychiatrii CM UJ (2003)
- Antoni Kępiński: Psychiatria humanistyczna (2003, red.)
- Rok Ignacego Domeyki 2002. Pod auspicjami UNESCO (2003)
- Dekalog Antoniego Kępińskiego (2004, red.)
- Antoni Kępiński. Refleksje oświęcimskie (2005, red.)
- Auschwitz Survivors. Clinical-Psychiatric Studies (2005, 2013, red. i wsp.)
- Ignacy Domeyko. Kalendarium życia (2006)
- Medycyna indiańska (2007)
- Rytm śmierci (2008, współautor S. Kłodziński)
- Ignacy Domeyko. Bibliografia (2008)
- The Caves of Easter Island. Underground World of Rapa Nui (2009, red. i autor)
- Easter Island. Rapa Nui. Polish Speleological Exploration (2012)
- Wyspa Wielkanocna. Eskulap na Rapa Nui (2013)
- En la frontera entre la vida y la muerte  (Mexico, 2013; współautor S. Kłodziński)
- Ignacio Domeyko. La Vida y La Obra (Kraków 2014)
- Zdzisław Jan Ryn. Lekarz. Podróżnik. Dyplomata (2015)
- Góry. Medycyna. Antropologia (2016)
- Witold H. Paryski. Mountain Climbing in Latin America (2016, red.)
- Witold H. Paryski. Góry Ameryki Łacińskiej (2016, red.)
- Ignacio Domeyko. La vida y la obra (Santiago 2016)
- Rhythm of Death. The Experience of Survivors of Nazi German Concentration Camps (2018)[6]